# Malvan
Le Malvan est une rivière du département des Alpes-Maritimes, en région Provence-Alpes-Côte d'Azur. C'est un affluent de la Cagne.

## Géographie
De 16,6 km de longueur, il arrose Cagnes-sur-Mer, Vence et Saint-Paul-de-Vence.